# Tomopterna tuberculosa
The Rough Sand Frog (Tomopterna tuberculosa) là một loài ếch thuộc họ Ranidae.
Loài này có ở Angola, Cộng hòa Dân chủ Congo, Namibia, Tanzania, Zambia, Zimbabwe, có thể cả Malawi, và có thể cả Mozambique.
Môi trường sống tự nhiên của chúng là xavan khô, xavan ẩm, đầm nước ngọt, và đầm nước ngọt có nước theo mùa.